# توني إيزاك
توني إيزاك (بالإنجليزية: Tony Isaacs)‏ هو لاعب كرة قدم بريطاني، ولد في 8 أبريل 1973 في ميدلزبرة في المملكة المتحدة. لعب مع دارلينجتون إف سى.